# Großer Tiergarten
Il Großer Tiergarten (o semplicemente Tiergarten) è un parco pubblico di Berlino.

Si trova nel distretto (Bezirk) di Mitte, e dà il nome al quartiere in cui si trova.
Con una superficie di 210 ettari, è il più esteso spazio verde del centro della città. È attraversato in direzione Est-Ovest da una grande arteria rettilinea, la Straße des 17. Juni, che parte dalla Porta di Brandeburgo. Questo asse è interrotto dalla Großer Stern ("Grande Stella"), una piazza circolare al cui centro sorge la Siegessäule ("Colonna della Vittoria"), e dove si incrociano tre grosse arterie cittadine. Il nome può essere tradotto con "grande giardino degli animali".
Il parco è in gran parte coperto da bosco di latifoglie e qualche conifera. È attraversato oltre ai corsi da molti sentieri pedonali o ciclabili, e al suo interno si trovano molti prati e laghetti.
La parte sud-ovest del parco è occupata dal Zoologischer Garten Berlin.

## Storia

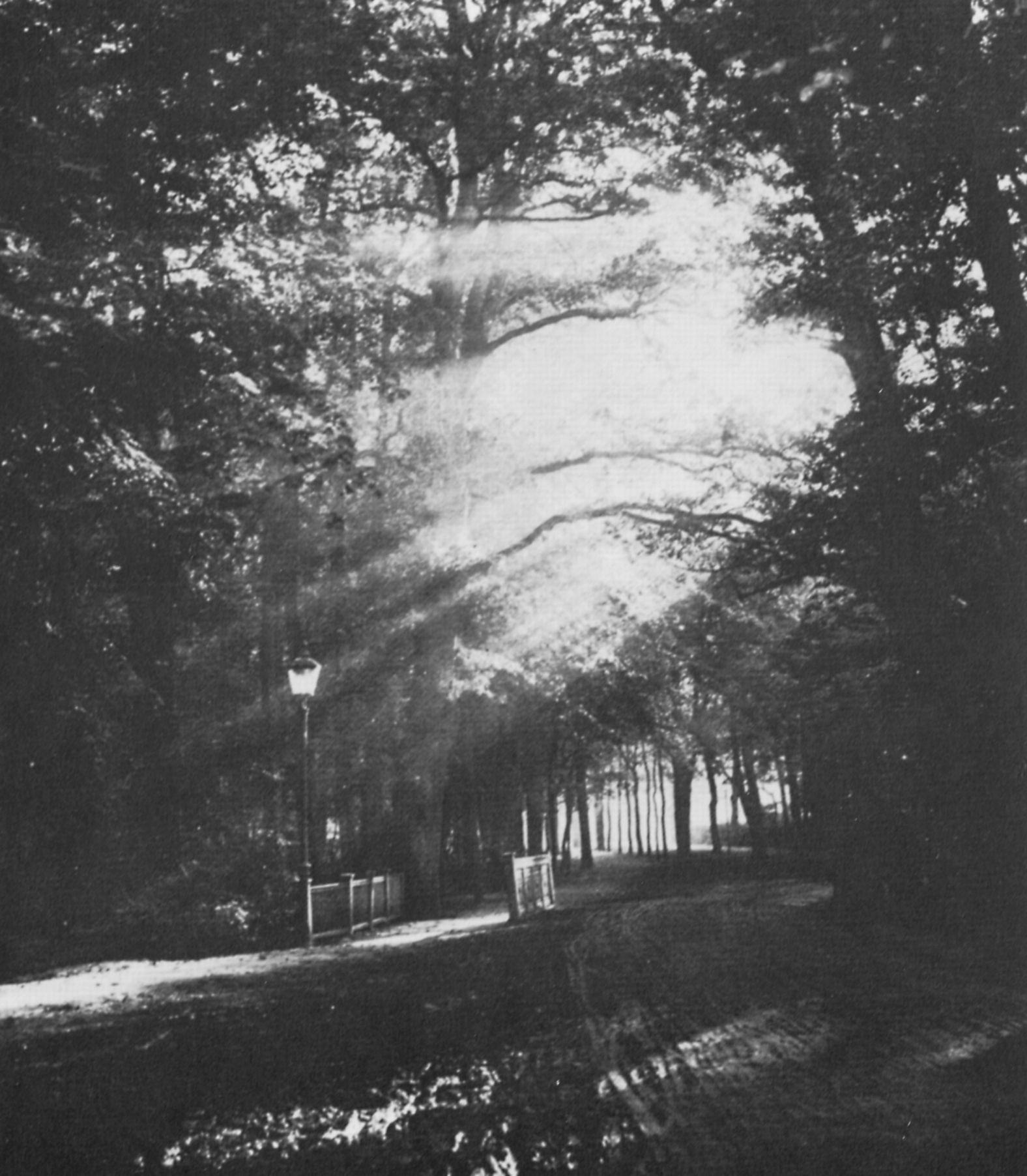
Un ponticello nel parco del Tiergarten, 1866 circa.

### XVI secolo

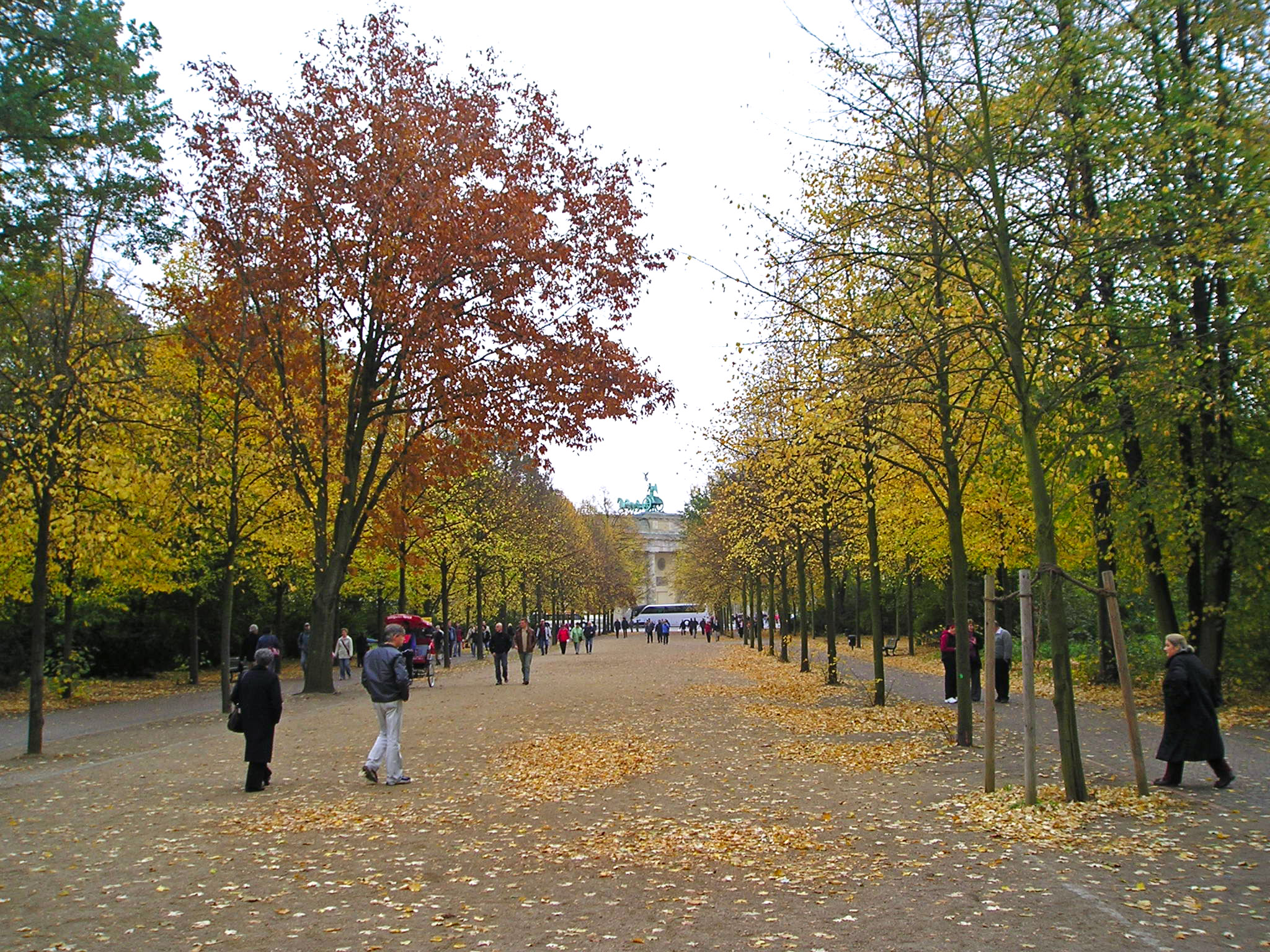
Viale all'estremità orientale

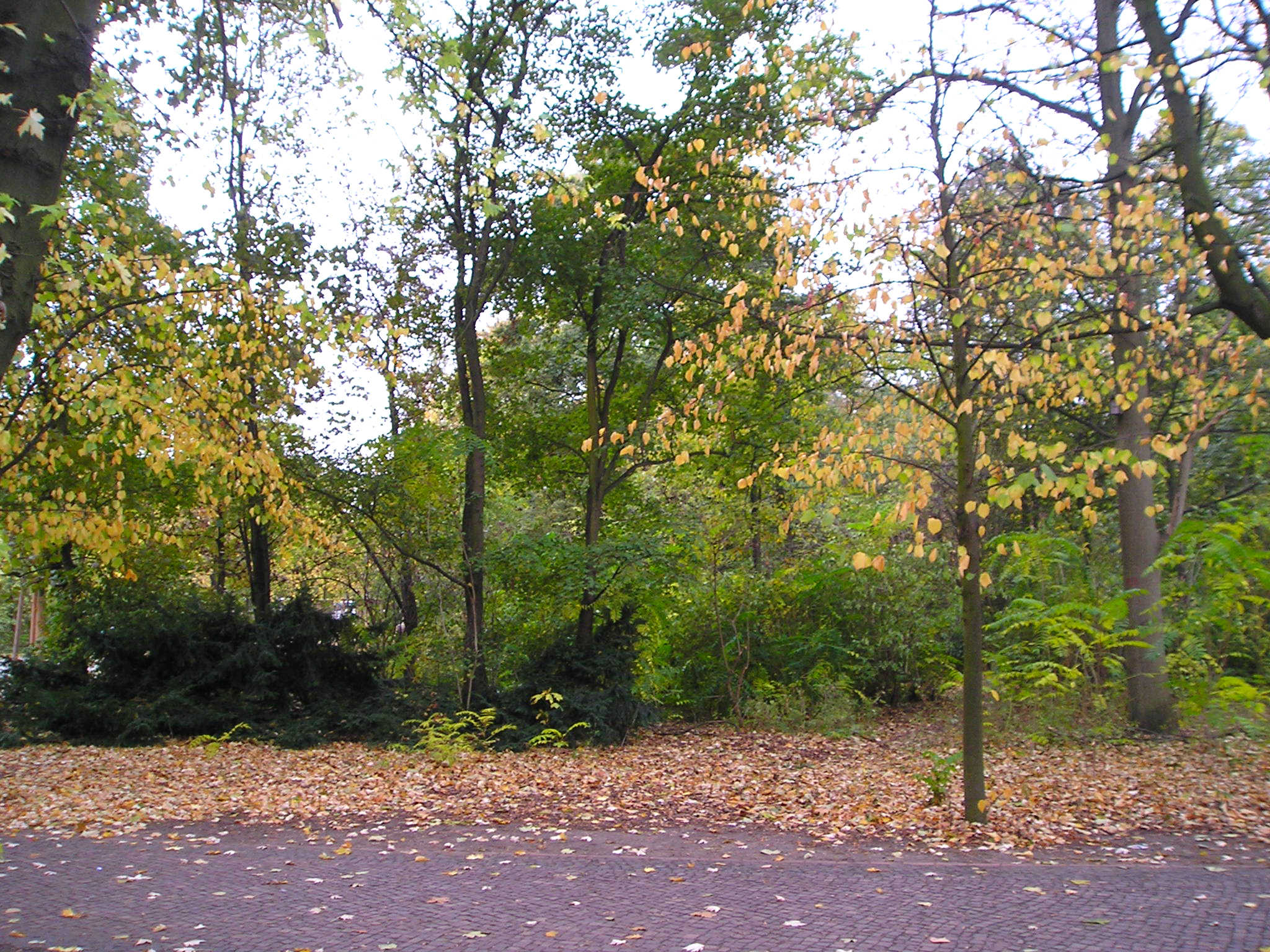
Lato di un vialetto pedonale

Gli inizi del Tiergarten risalgono al 1527. Venne fondato come area da caccia per il principe elettore di Brandeburgo e si trovava a ovest delle mura della città di Cölln, che era la città gemella della Alt-Berlin. Si trovava nelle stesse vicinanze del castello di Berlino. Nel 1530 iniziò l'espansione; vennero acquistati ettari di terreno e il giardino iniziò a espandersi verso nord e verso ovest. L'area totale si estendeva oltre l'attuale Tiergarten e le foreste erano perfette per la caccia ai cervi e altri animali selvatici. Gli animali selvatici del principe di Brandeburgo erano collocati all'interno del Tiergarten che era recintato dall'esterno per impedire agli animali di fuggire, ed era il principale territorio di caccia per i principi di Brandeburgo. Questo hobby tuttavia cominciò a svanire quando la città di Berlino iniziò a espandersi e l'area di caccia si ridusse per adattarsi alla crescita della città.

### Secoli XVII-XVIII
Federico Guglielmo I (1688-1740), Re di Brandeburgo (1713-1740), sentendo la necessità di apportare dei cambiamenti ai suoi terreni da caccia privati, costruì molte strutture che ancora oggi sono visibili.
Mentre il re stava espandendo l'Unter den Linden, una strada che collegava il castello della città e il Tiergarten, fece rimuovere una striscia di foresta per collegare il suo castello al nuovo castello di Charlottenburg. 
Venne aggiunto il Großer Stern, la piazza centrale del Tiergarten.

### XIX secolo
A fine Ottocento venne aperta al suo interno la Siegesallee (viale della Vittoria), congiungente la Kemperplatz, a sud, con l'attuale Platz der Republik, di fronte al Reichstag. Il viale, fiancheggiato da statue rappresentanti i personaggi più importanti della storia tedesca, divenne simbolo dell'età guglielmina. Nel 1880 venne inaugurato il monumento a Goethe.
Nel periodo nazista il parco fu trasformato con l'allargamento della Charlottenburger Chaussee (oggi Straße des 17. Juni) e lo spostamento della Siegessäule, rialzata, al centro della Großer Stern. Il progetto di allargamento e prolungamento della Siegesallee in un colossale asse Nord-Sud non fu realizzato per gli eventi bellici.
Durante la Seconda guerra mondiale il Großer Tiergarten subì forti danni. La Siegesallee fu cancellata e l'asse interrotto dal Monumento ai soldati sovietici.
Negli anni novanta, il Großer Tiergarten è stato teatro della Loveparade, un evento annuale che ha attirato milioni di giovani da tutto il mondo al suono della musica techno.
In tempi recenti, come in altri parchi cittadini tedeschi, fra i frequentatori del Tiergarten è invalsa la consuetudine di sfruttare le giornate di sole per stazionare sui prati completamente nudi.